# Gnome Press
Gnome Press  a fost o mică editură americană. A publicat mai ales scriitori clasici de literatură științifico-fantastică.
Compania a fost fondată în 1948 de Martin Greenberg și David A. Kyle.
Multe din lucrările publicate au fost retipărite în Anglia de Boardman Books.
Gnome a fost una dintre cele mai eminente editurii ale fanilor de științifico-fantastic, publicând 86 de titluri de-a lungul existenței sale - multe considerate astăzi lucrări clasice de SF și Fantasy. Gnome a fost important în perioada de tranziție dintre Genul SF ca fenomen de revistă și publicarea cărților de mare tiraj de către companii puternice. Gnome s-a dovedit a fi prea puțin finanțată pentru a face acest salt, de la publicarea de către fani la un nivel profesional. Compania a existat mai mult de un deceniu, în cele din urmă dispărând din cauza incapacității sale de a concura cu editurile majore care, de asemenea, au început să publice science fiction. În perioada sa de glorie, Gnome a publicat mulți dintre principalii autori de SF și, în unele cazuri, ca în seriile  Conan (publicată în șase cărți între 1950 - 1955) sau Fundația lui Isaac Asimov (publicată în trei cărți între 1951 - 1953), a fost responsabilă pentru modul în care povestirile lor erau adunate sub formă de carte.

## Lucrări publicate

### Anii 1940
- The Carnelian Cube, de L. Sprague de Camp și Fletcher Pratt (1948)
- The Porcelain Magician, de Frank Owen (1948)
- Pattern for Conquest, de George O. Smith (1949)
- Sixth Column, de Robert A. Heinlein (1949)
- The Thirty-First of February, de Nelson Bond (1949)

### Anii 1950
- Men Against the Stars, colecție editată de Martin Greenberg (1950)
- The Castle of Iron, de L. Sprague de Camp și Fletcher Pratt (1950)
- Minions of the Moon, de William Gray Beyer (1950)
- Conan the Conqueror, de Robert E. Howard (1950)
- I, Robot, de Isaac Asimov (1950)
- Cosmic Engineers, de Clifford D. Simak (1950)
- Seetee Ship, de Will Stewart (1951)
- Tomorrow and Tomorrow & The Fairy Chessmen, de Lewis Padgett (1951)
- Renaissance, de Raymond F. Jones (1951)
- Typewriter in the Sky & Fear, de L. Ron Hubbard (1951)
- Travelers of Space, colecție editată de Martin Greenberg (1951)
- Journey to Infinity, colecție editată de Martin Greenberg (1951)
- Foundation, de Isaac Asimov (1951)
- The Mixed Men, de A. E. van Vogt (1952)
- City, de Clifford D. Simak (1952)
- Robots Have No Tails, de Lewis Padgett (1952)
- Judgment Night, de C.L. Moore (1952)
- The Sword of Conan, de Robert E. Howard (1952)
- Five Science Fiction Novels, colecție editată de Martin Greenberg (1952)
- Sands of Mars, de Arthur C. Clarke (1952)
- The Starmen, de Leigh Brackett (1952)
- Foundation and Empire, de Isaac Asimov (1952)
- Children of the Atom, de Wilmar H. Shiras (1953)
- Space Lawyer, de Nat Schachner (1953)
- Mutant, de Lewis Padgett (1953)
- Shambleau and Others, de C.L. Moore (1953)
- The Complete Book of Outer Space, colecție editată de Jeffrey Logan (1953)
- The Coming of Conan, de Robert E. Howard (1953)
- King Conan, de Robert E. Howard (1953)
- The Robot and the Man, colecție editată de Martin Greenberg (1953)
- Iceworld, de Hal Clement (1953)
- Against the Fall of Night, de Arthur C. Clarke (1953)
- Second Foundation, de Isaac Asimov (1953)
- Conan the Barbarian, de Robert E. Howard (1954)
- Undersea Quest, de Frederik Pohl și Jack Williamson (1954)
- Mel Oliver and Space Rover on Mars, de William Morrison (1954)
- Northwest of Earth, de C.L. Moore (1954)
- The Forgotten Planet, de Murray Leinster (1954)
- Lost Continents, de L. Sprague de Camp (1954)
- Prelude to Space, de Arthur C. Clarke (1954)
- Star Bridge, de Jack Williamson și James E. Gunn (1955)
- Address: Centauri, de F.L. Wallace (1955)
- Sargasso of Space, de Andrew North (1955)
- Tales of Conan, de Robert E. Howard (1955)
- This Fortress World, de James E. Gunn (1955)
- All About the Future, colecție editată de Martin Greenberg (1955)
- Reprieve from Paradise, de H. Chandler Elliott (1955)
- Science Fiction Terror Tales, colecție editată de Groff Conklin (1955)
- Highways in Hiding, de George O. Smith (1956)
- Undersea Fleet, de Frederik Pohl și Jack Williamson (1956)
- Plague Ship, de Andrew North (1956)
- SF: The Year's Greatest Science Fiction and Fantasy, colecție editată de Judith Merril (1956)
- Interplanetary Hunter, de Arthur K. Barnes (1956)
- The Shrouded Planet, by Robert Randall (pseudonym of Robert Silverberg și Randall Garrett) (1957)
- The Return of Conan, de Bjorn Nyberg și L. Sprague de Camp (1957)
- SF '57: The Year's Greatest Science Fiction and Fantasy, colecție editată de Judith Merril (1957)
- Colonial Survey, de Murray Leinster (1957)
- Two Sought Adventure, de Fritz Leiber (1957)
- Coming Attractions, colecție editată de Martin Greenberg (1957)
- They'd Rather Be Right, de Mark Clifton și Frank Riley (1957)
- The Seedling Stars, de James Blish (1957)
- Earthman's Burden, de Poul Anderson și Gordon R. Dickson (1957)
- Path of Unreason, de George O. Smith (1958)
- Starman's Quest, de Robert Silverberg (1958)
- Undersea City, de Frederik Pohl și Jack Williamson (1958)
- Tros of Samothrace, de Talbot Mundy (1958)
- SF '58: The Year's Greatest Science Fiction and Fantasy, colecție editată de Judith Merril (1958)
- Methuselah's Children, de Robert A. Heinlein (1958)
- The Survivors, de Tom Godwin (1958)
- The Bird of Time, de Wallace West (1959)
- The Dawning Light, by Robert Randall (pseudonym of Robert Silverberg și Randall Garrett) (1959)
- Purple Pirate, de Talbot Mundy (1959)
- SF '59: The Year's Greatest Science Fiction and Fantasy, colecție editată de Judith Merril (1958)
- The Unpleasant Profession of Jonathan Hoag, de Robert A. Heinlein (1959)
- The Menace from Earth, de Robert A. Heinlein (1959)

### Anii 1960
- The Vortex Blaster, de Edward E. Smith (1960)
- Agent of Vega, de James H. Schmitz (1960)
- Drunkard's Walk, de Frederik Pohl (1960)
- Invaders from the Infinite, de John W. Campbell, Jr. (1961)
- Gray Lensman, de Edward E. Smith, Ph.D. (1951) (Notă: Gnome Press a retipărit această carte pe baza ediției de la Fantasy Press, inclusiv mențiunea că este „Prima ediție“, fără a menționa că  este o ediție retipărită.)
- The Philosophical Corps, de Everett B. Cole (1962)

## Vezi și
- Listă de editori de literatură științifico-fantastică
- Listă de edituri de literatură științifico-fantastică